# 矢納村
矢納村（やのうむら）は埼玉県の北西部、児玉郡に属していた村。当初は秩父郡所属であった。

## 地理
- 河川：神流川

## 歴史
- 1889年（明治22年）4月1日 町村制施行により、以前の矢納村を継承し秩父郡矢納村が成立する。
- 1948年（昭和23年）4月1日 秩父郡から児玉郡へ転属する。
- 1954年（昭和29年）9月1日 阿久原村と合併し神泉村を新設する。
- 2006年（平成18年）1月1日 神泉村が神川町と合併し神川町を新設する。

## 関連文献
- 「矢納村」『新編武蔵風土記稿』 巻ノ261秩父郡ノ14、内務省地理局、1884年6月。NDLJP:764014/38。